# Duminiči
Duminiči (in russo Думиничи?) è un insediamento operaio della Russia europea, nell'oblast' di Kaluga; è il centro amministrativo del distretto Duminičskij.
Si trova a pochi chilometri dal corso della Žizdra, circa 100 km (in linea d'aria) a sud-ovest di Kaluga.